# Made in Heaven (песня)
«Made in Heaven» — третий сингл, записанный Фредди Меркьюри, и его четвёртый релиз в качестве сольного исполнителя. После смерти Фредди участники Queen записали более тяжёлую аранжировку песни для альбома Made in Heaven в 1995 году. После смерти Меркьюри название песни выбрали в качестве название альбому Queen 1995 года «Made in Heaven».

## Чарты
| Чарты (1985)                      | Высшие позиции |
| --------------------------------- | -------------- |
| Австралия (Kent Music Report)     | 98             |
| Великобритания (OCC)              | 57             |
| Бельгия (Ultratop 50 Flanders)    | 36             |
| Германия (Official German Charts) | 60             |
| Ирландия (IRMA)                   | 30             |

## Видеоклип
Видео на песню было снято Дэвидом Маллетом, ранее участвовавшим в создании клипа на песню «I Was Born to Love You». Для воссоздания Королевского оперного театра был построен макет внутри склада в Северном Лондоне (поскольку у обычных студий не было достаточно высоких крыш). Меркьюри хотел воссоздать сцены из «Весны священной» Стравинского и «Ада» Данте.